# Maria Úrsula de Abreu e Lencastre
Maria Úrsula de Abreu e Lencastre (Rio de Janeiro, 1682 - Goa, ?) va ser una militar lusobrasilera destacada per ser una de les poques dones conegudes per haver servit en les forces armades portugueses durant l'època colonial.
En algunes referències bibliogràfiques se la troba anomenada també com Maria Úrsula d'Abreu e Lencastro.

## Biografia
El 1700, any en què va complir 18 anys, va marxar de casa del seu pare, João de Abreu de Oliveira, a Rio de Janeiro, fugint d'un matrimoni que ell l'havia organitzat. Va embarcar cap a Lisboa, on volia viure tot el que havia llegit sobre cavalleria i les Croades, aventures aleshores prohibides a les dones. A la capital del Regne, es va allistar com a soldat sota el pseudònim de Balthazar do Couto Cardoso. Aquell mateix any, junt amb dos centenars de soldats, va sortir rumb al seu primer destí, a Moçambic, abans de ser destinada a l'Índia, per combatre contra les forces dels Bhonsle.
A l'Índia Portuguesa va participar en diverses campanyes, destacant en la conquesta d'Amboina, a les illes Moluques, on va ser un dels primers soldats en assaltar la fortificació. També va destacar en la posterior conquesta de les illes de Corjuém a Goa i de Panelém (1706), sent recompensada amb el rang de caporal a la Fortaleza do Morro de Chaul (actual fortalesa de Korlai, a Maharashtra).

Ubicació del modern estat de Goa, a l'Índia

L'any 1714, durant un combat, va salvar la vida al Governador del Fort de São João Baptista, a l'antiga ciutat de Goa. En aquella acció va resultar ferida i es va descobrir la veritable identitat del caporal Cardoso, que fou llicenciat del servei militar el 12 de maig de 1714.
Maria Úrsula i el Governador, Afonso Teixeira Arrais de Melo, es van enamorar i van casar-se, amb el beneplàcit del rei Joan V de Portugal, qui el 1718 els va concedir una residència (paço) a Pangim, més una pensió vitalícia per De Abreu. Maria Úrsula i Afonso van tenir un fill, anomenat João.
Maria Úrsula de Abreu va ser enterrada amb honors militars, vestint el seu uniforme. Les diferents biografies no aclareixen la data ni l'any de la seva mort.

## Personatge literari
L'escriptor brasiler Gustavo Barroso va escriure, l'any 1932, la novel·la A Senhora de Pangim, on fa una recreació fictícia de la vida d'Abreu i de la situació de les Índies Portugueses als segles XVII i XVIII.